# Juan Gris
Juan Gris (właśc. José Victoriano Carmelo Carlos González-Pérez) (ur. 23 marca 1887 w Madrycie, zm. 11 maja 1927 w Boulogne-Billancourt) – hiszpański malarz, przedstawiciel kubizmu.

## Życiorys
Kształcił się najprawdopodobniej w Madrycie, a następnie uczył się malarstwa pod kierunkiem malarza José Marii Carbonero. Od 1902 przez kolejne lata był rysownikiem ilustracji do czasopism. W roku 1906 wyjechał do Francji, gdzie osiadł na stałe. Był znajomym Pabla Picassa i razem z nim miał pracownię w Le Bateau-Lavoir na Montmartre w Paryżu. Obracał się w kręgach paryskiej awangardy artystycznej. Początkowo pracował jako rysownik. 
Malarstwem zajął się poważnie w 1910 roku, kontynuując jednocześnie pracę rysownika. Uległ wpływom kubizmu analitycznego, a potem także syntetycznego. W roku 1912 uczestniczył w wystawie grupy Section d'Or. Malował głównie martwe natury w spokojnej, stonowanej palecie barw. W 1919 miał pierwszą indywidualną wystawę swoich prac. Lata 20 XX. w. były znacznym wzrostem popularności sztuki Grisa. Od 1922 tworzył także projekty teatralne dla baletów Diagilewa. Od 1920 miał problemy zdrowotne z płucami, a później z nerkami. Zmarł w 1927 r. w wieku 40 lat.  

## Życie prywatne
Był żonaty, miał syna.

## Rynek sztuki
4 lutego 2014 na aukcji Impressionist/Modern Evening Sale domu aukcyjnego Christie's w Londynie obraz zatytułowany "Martwa natura z obrusem w kwadraty" (Nature morte à la nappe à carreaux), olej na płótnie, 116,5x89,3 cm sprzedano za 34 802 500 GBP (56 737 039 USD).

## Wybrane dzieła

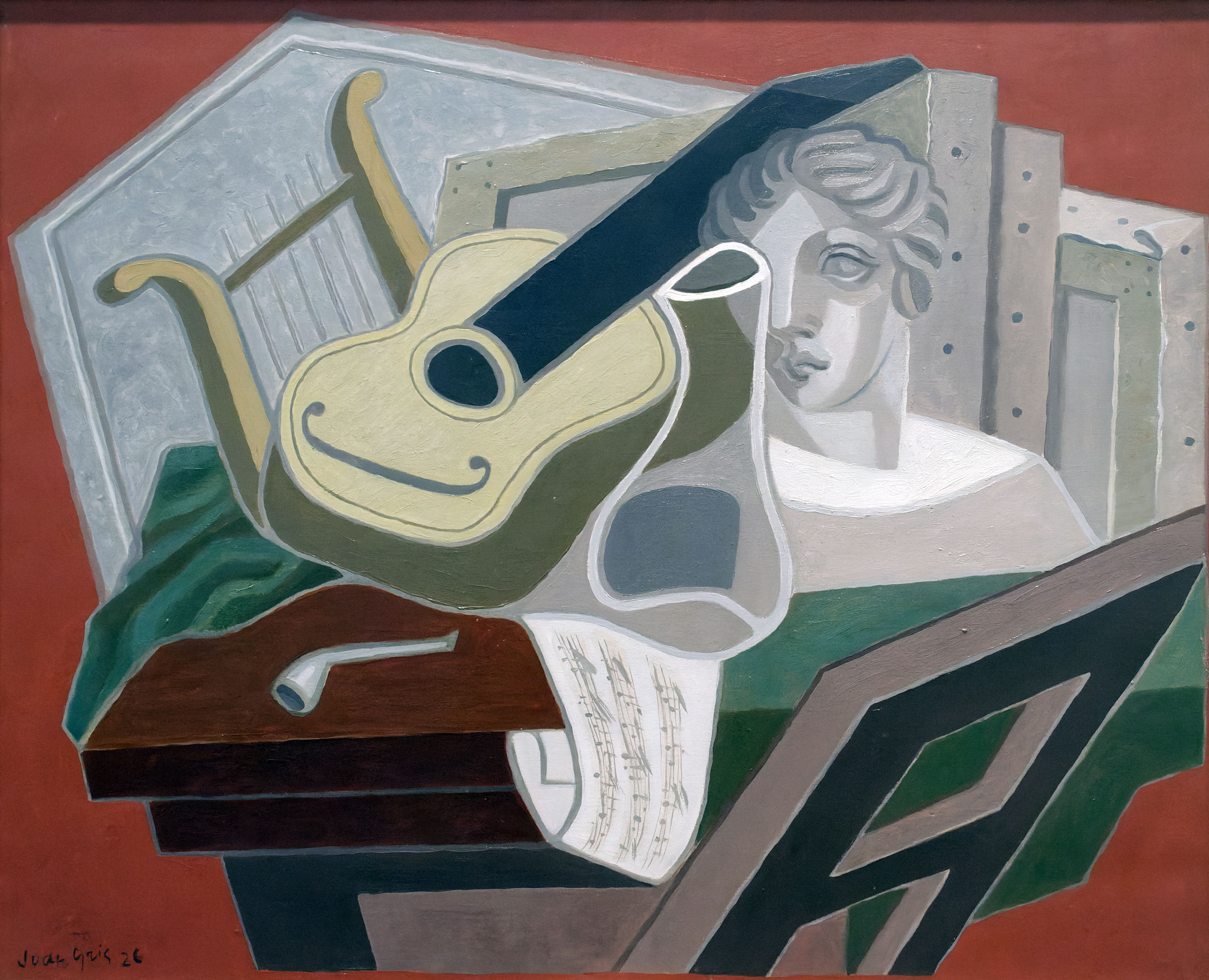
Stół muzyka (1926)
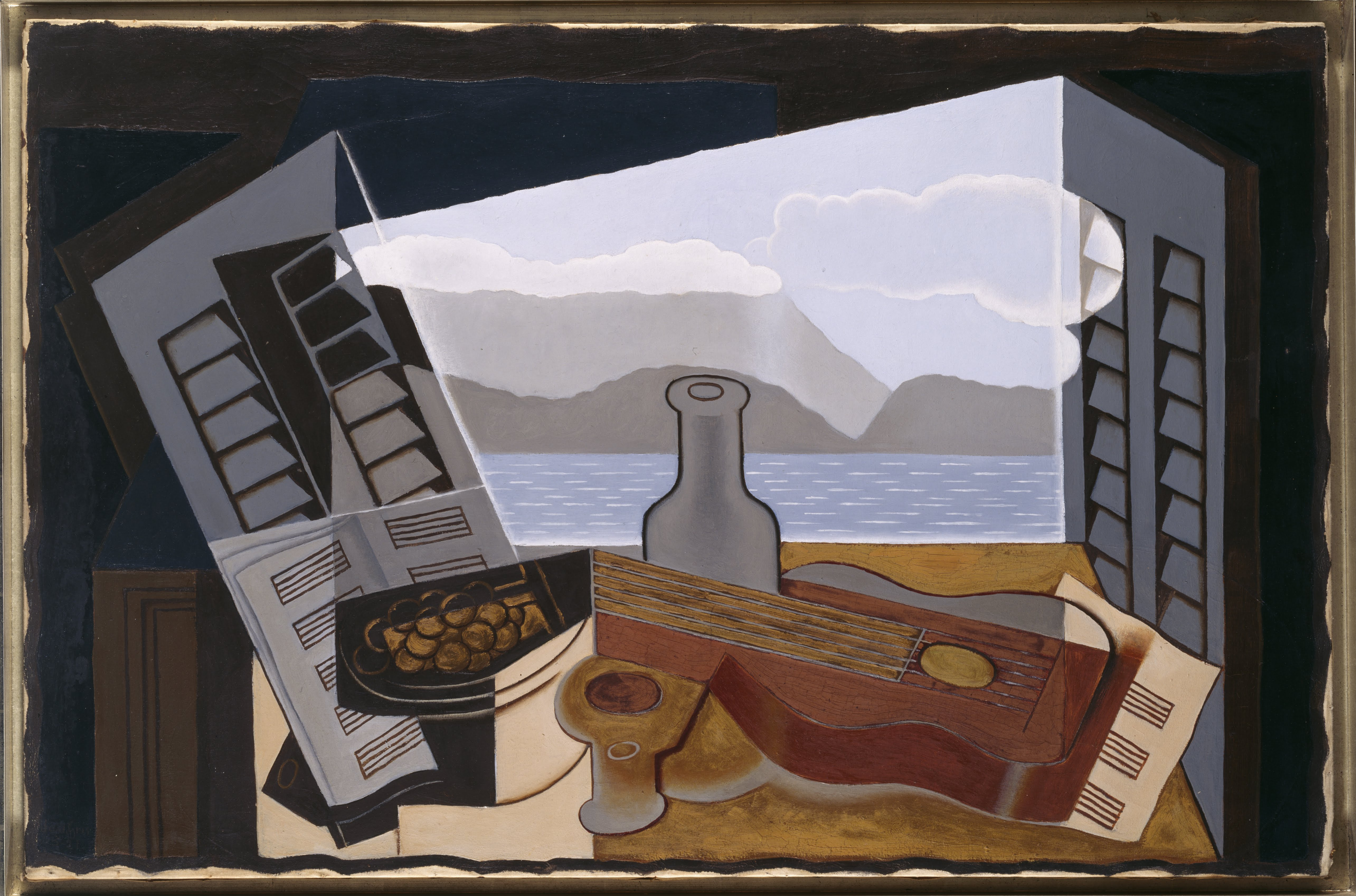
Otwarte okno (1921)
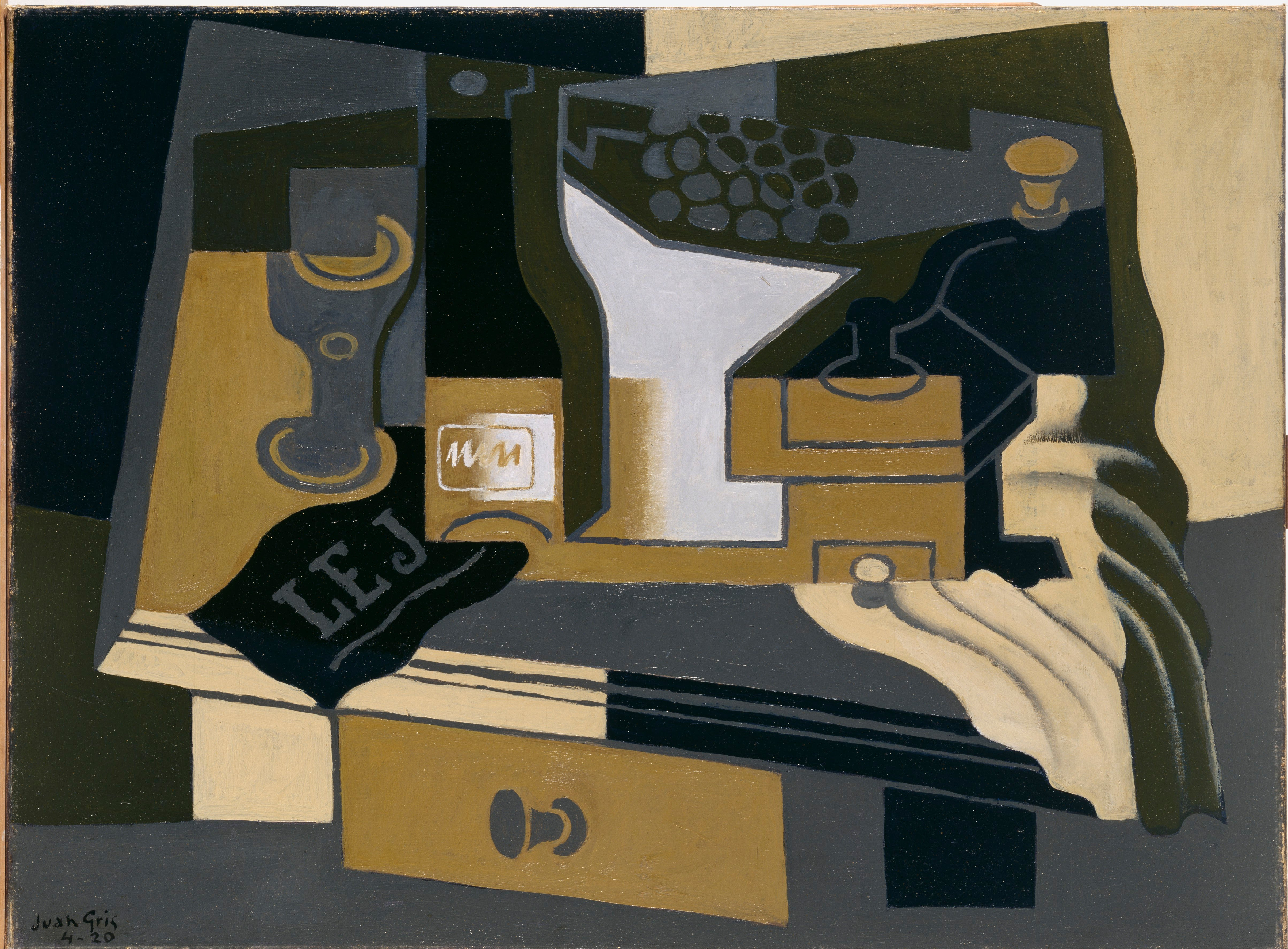
Młynek do kawy (1920)
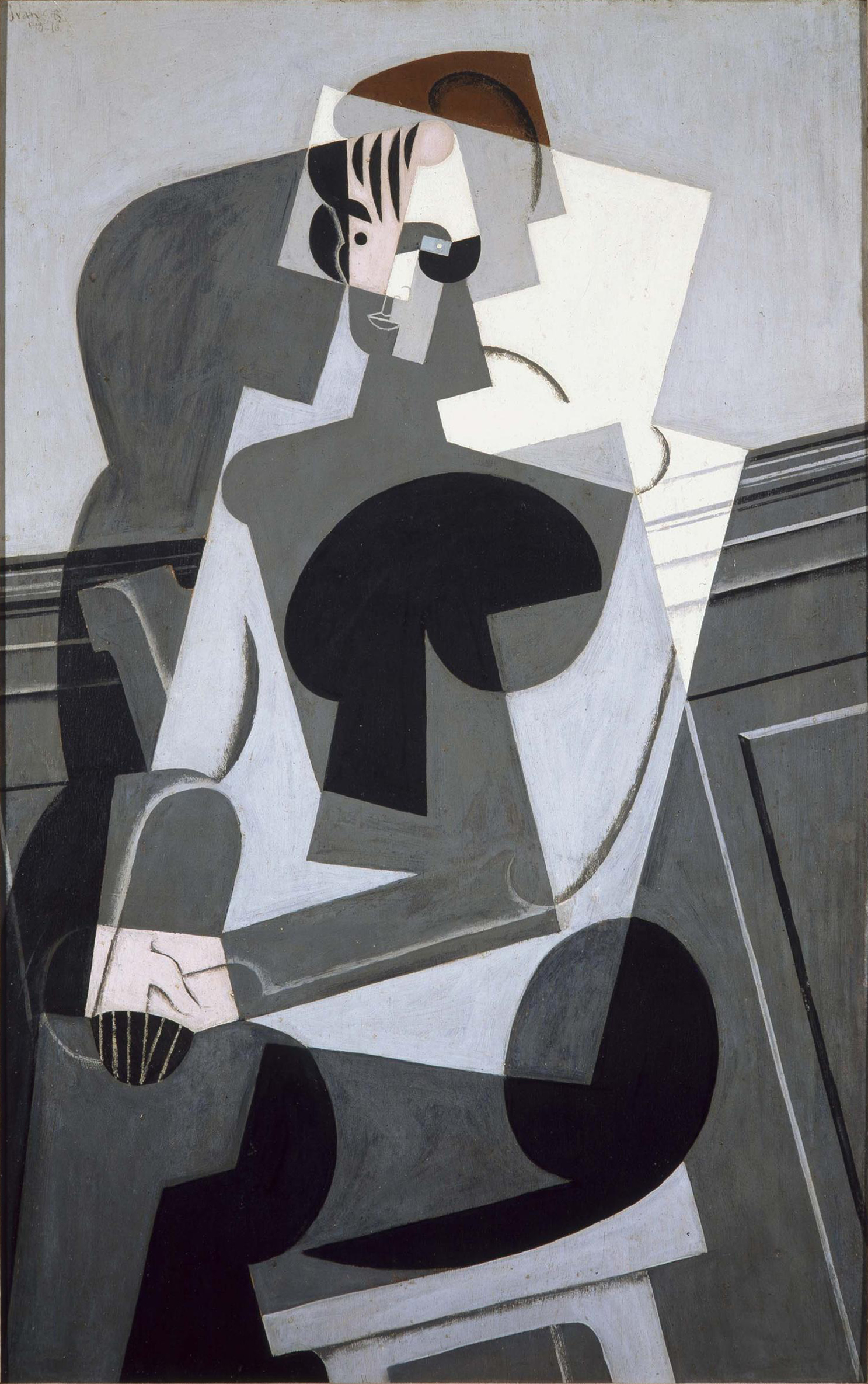
Portret Josette (1916)
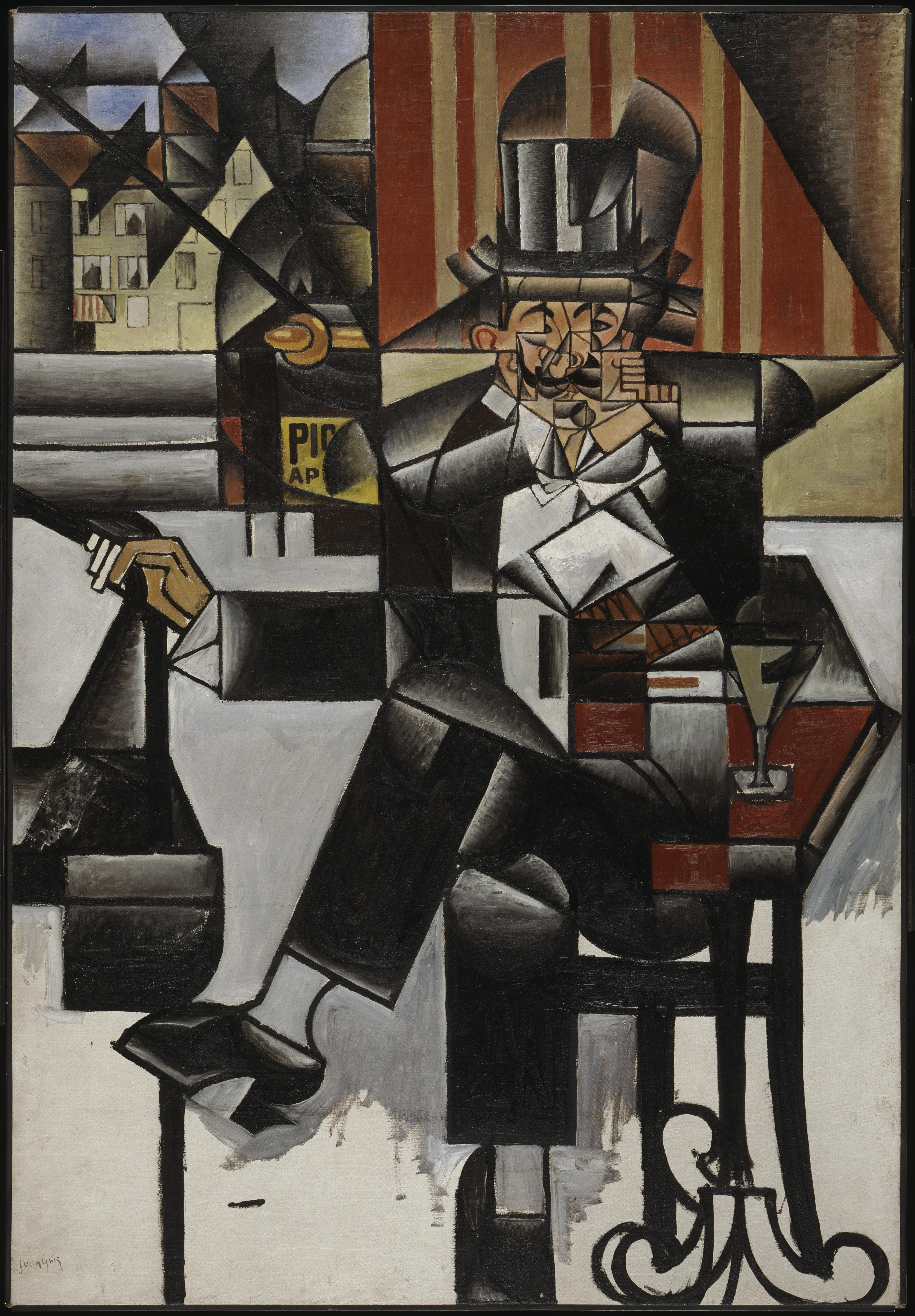
Mężczyzna w kawiarni (1912)
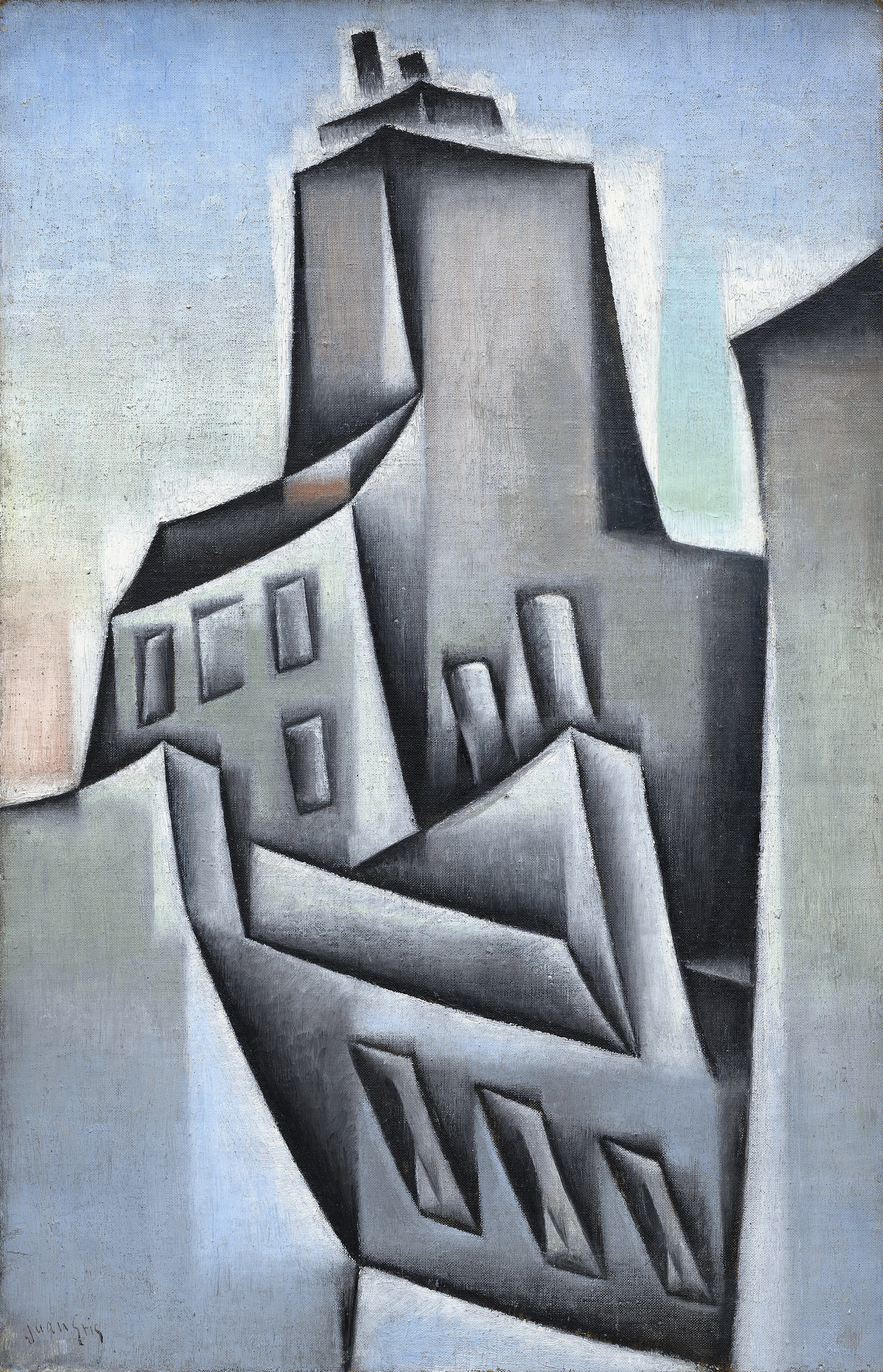
Domy w Paryżu (1911)
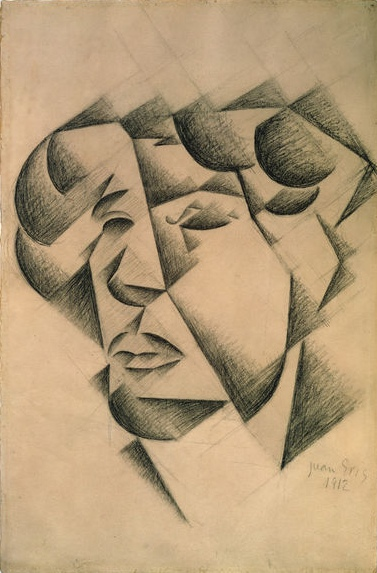
Autoportret (1912)
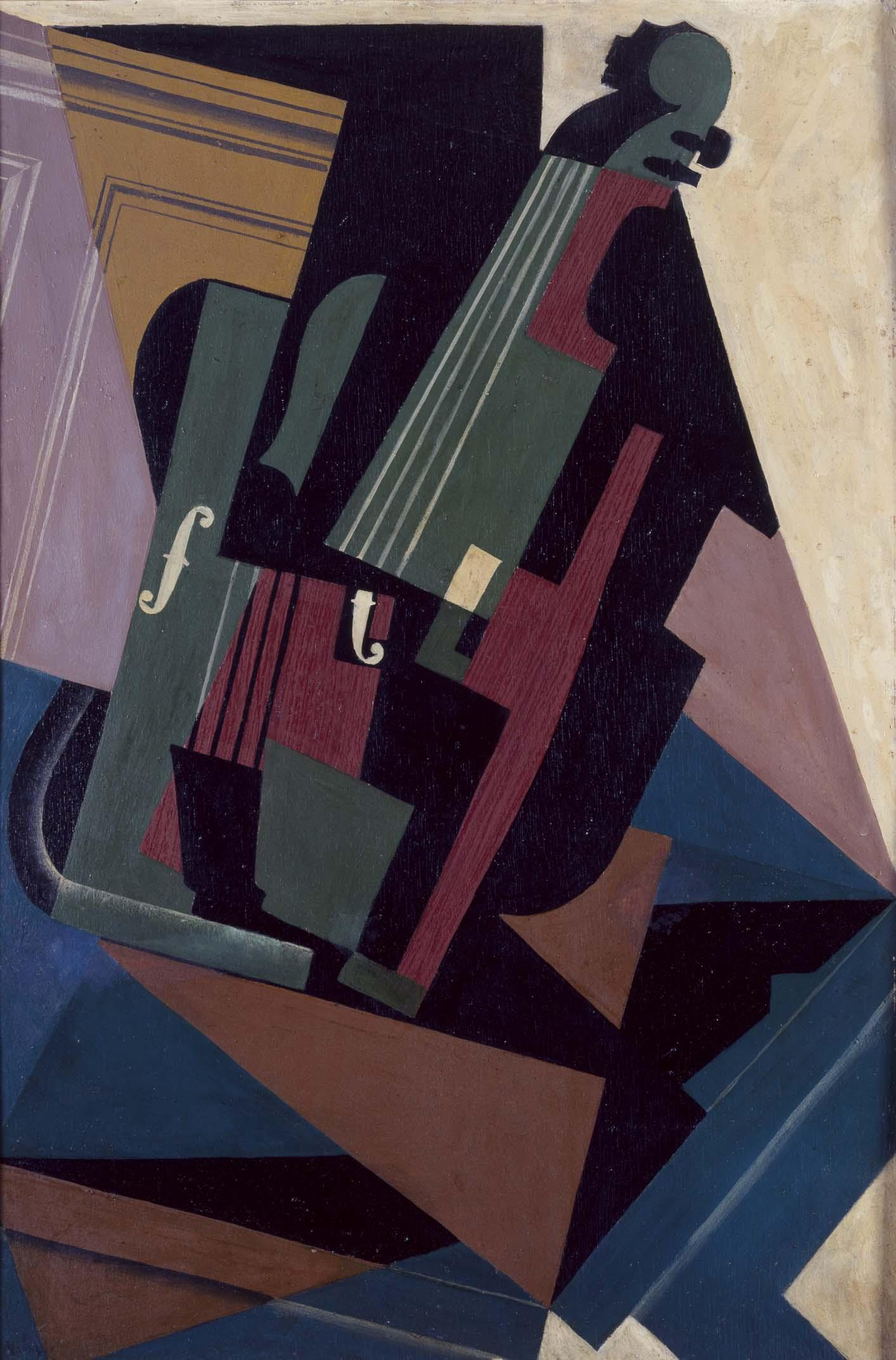
Skrzypce (1916)
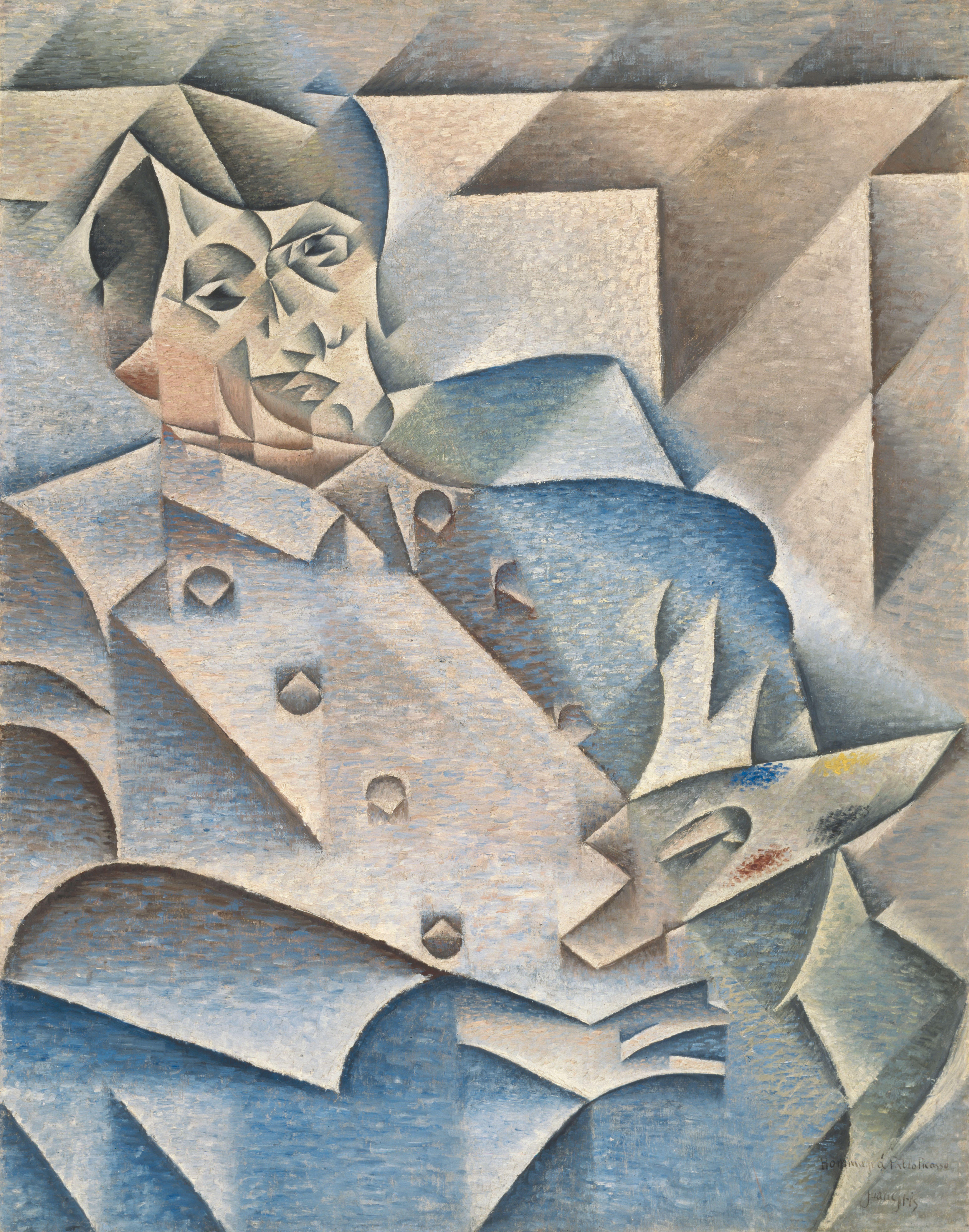
Portret Picassa (1912)